# Cartaletis monteironis
Cartaletis monteironis är en fjärilsart som beskrevs av Druce 1883. Cartaletis monteironis ingår i släktet Cartaletis och familjen mätare. Inga underarter finns listade i Catalogue of Life.